# Camera dei deputati (rete televisiva)
Camera dei deputati è il canale televisivo che trasmette in diretta l'attività della Camera dei deputati in Italia. Il segnale viene irradiato da Rai Way sul transponder 124 del satellite Eutelsat Hot Bird 13C. Le dirette della Rai sono invece a cura di Rai Parlamento.

## Informazioni
Il canale ha iniziato le proprie trasmissioni il 13 maggio 1996, in occasione della prima seduta della XIII legislatura, ed è visibile in chiaro tramite un'antenna parabolica su Hot Bird, al canale 90 di Tivùsat e al canale 524 di Sky.  Le emittenti regionali o nazionali che ne fanno richiesta possono trasmettere il segnale gratuitamente a patto che non vi siano commenti giornalistici o interruzioni pubblicitarie
Tutte le sedute dell'Assemblea sono trasmesse anche in streaming sul web attraverso la piattaforma webtv della Camera, che trasmette anche alcune sedute delle Commissioni ed altri eventi, oltre a consentire la fruizione in bassa qualità di tutte le sedute dell'emiciclo dalla nascita del "Sistema Audio - Video della Camera dei Deputati" (il vecchio nome del canale televisivo), in occasione dell'apertura della XIII legislatura, fino ad oggi.